# Nationalisme en France
 (septembre 2016).
 (novembre 2023).
Le nationalisme en France est apparu au cours du XVIIIe siècle dans la petite bourgeoisie, sous la plume des philosophes des Lumières. Le nationalisme signifiait pour eux, à cette époque, que c'est le peuple qui incarne le pays, par opposition à la vision de l'ancien régime pour lequel le pays est incarné par le Roi de France. Au XIXe siècle, le nationalisme devient une opposition aux autres nations, voire aux autres peuples, cette idée prenant clairement forme à la fin de ce siècle, dans les mouvements politiques entrant en jeu dans le système démocratique français, et née en 1870, avec la Troisième République. À cette époque, tous les partis manifestent ostensiblement de telles idées nationalistes et anti-allemandes : la Prusse venait de gagner une guerre et avait pris l'Alsace-Lorraine. Les mouvements nationalistes d'extrême droite étaient également antisémites à cette époque.

## Les mouvements nationalistes auXIXesiècle: du «nationalisme ouvert» au «nationalisme fermé» (Winock)

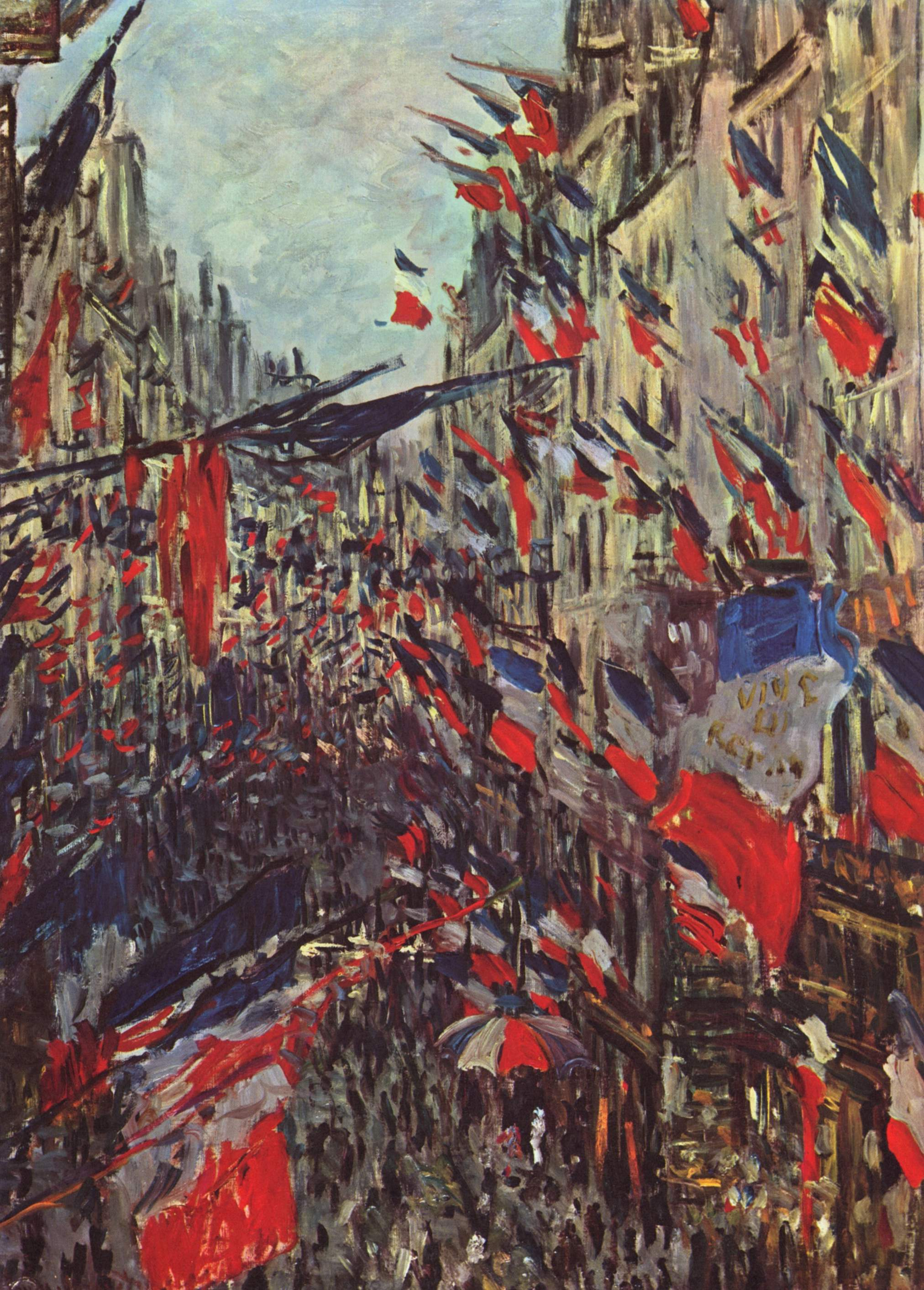
Toile de fond du boulangisme, le nationalisme français et la volonté de revanche sur la Prusse (fête nationale rue Saint-Denis, par Claude Monet, 1878).

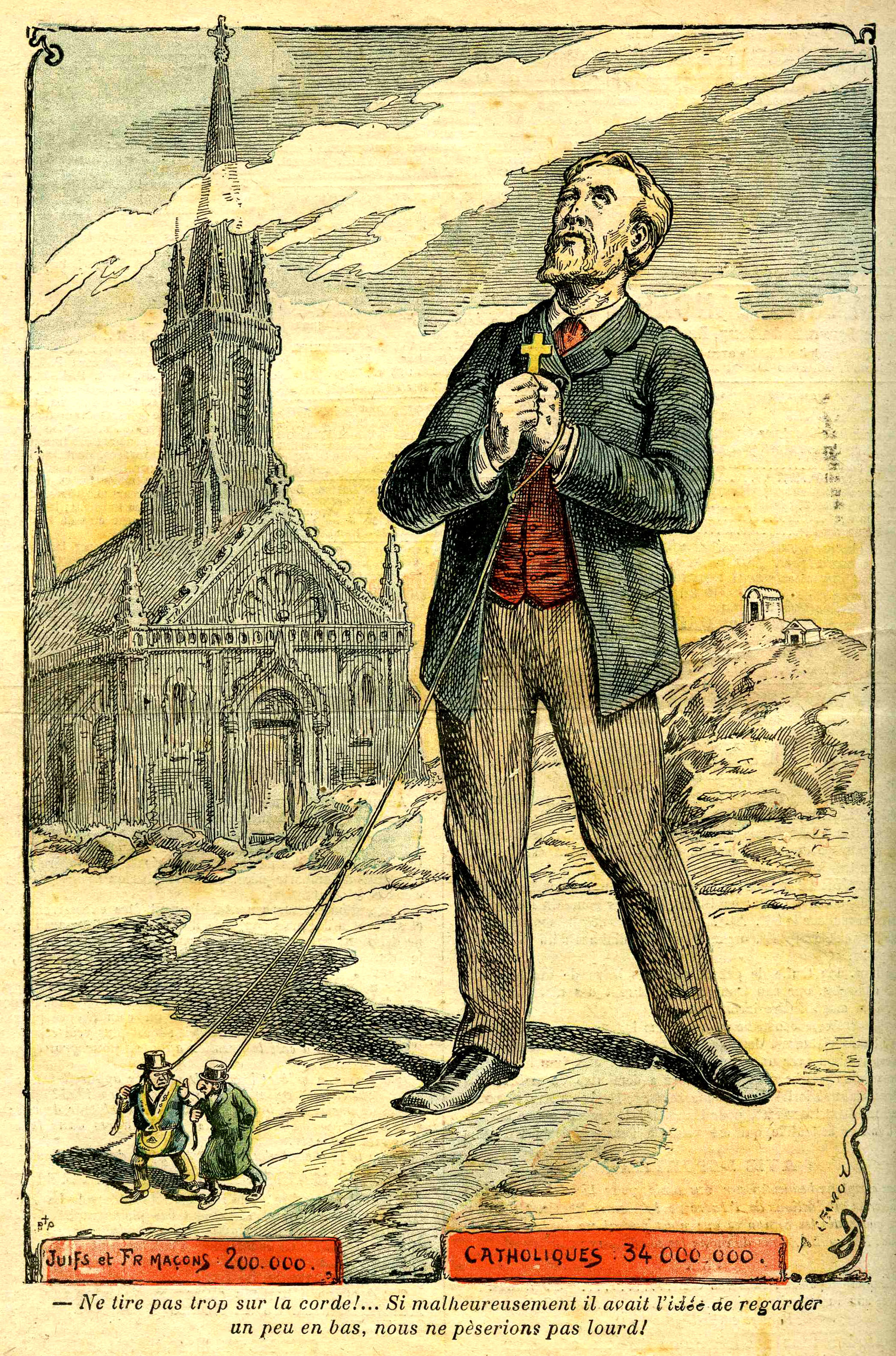
La France catholique menée par les Juifs et les Francs-maçons (Achille Lemot pour Le Pèlerin, n° du 31 août 1902).

Au XIXe siècle, les mouvements nationalistes sont à l'origine liés à la gauche et au mouvement républicain. Le nationalisme participe alors à l'idée d'autodétermination des peuples et des émancipations nationales dans toutes les révolutions démocratiques, anticoloniales et anti-impérialistes de l'Europe, qui mettent progressivement fin aux frontières issues du Congrès de Vienne (1815), et des Amériques (succession d'indépendances nationales).
Avec l'instauration de la Troisième République, des lois Jules Ferry sur l'école obligatoire et de la conscription, l'usage du français comme langue commune se répand tandis que les brassages entre populations issues de différentes régions de France se multiplient. Après la défaite de Sedan (1870), le nationalisme devient ainsi, en partie, la politique officielle de l'État français, qui réussit à imposer les mêmes lois, les mêmes règlements, la même langue, la même culture à un ensemble de populations différentes. Dans le même temps, la République commence à promouvoir, en particulier au début du XXe siècle, son empire colonial. Érigé en critère essentiel de la citoyenneté par Ernest Renan, le « sentiment d'être français » (ce que l'historien Benedict Anderson appelle la « communauté imaginée ») est la résultante, plus que mitigée en ce qui concerne l'empire colonial, de cette politique de longue haleine. En France, c'est l'État qui a accouché de la Nation.
Encore en 1870-1871, c'est la gauche républicaine et sociale qui défend le patriotisme français et refuse de baisser les armes devant l'envahisseur allemand. Gambetta le républicain, comme la Commune sont animés par cet engouement patriotique. Puis, lors de la crise boulangiste et de l'affaire Dreyfus, les républicains se divisent et le nationalisme passe à droite. Le revanchisme, cependant, demeure commun à la droite et la gauche, animant en particulier ceux qui critiquent alors (à gauche et à droite) le colonialisme, considéré comme une diversion par rapport à la « ligne bleue des Vosges » (Clemenceau).
Le nationalisme, favorisé par le régime républicain, devient alors une revendication d'extrême droite, liée à l'antisémitisme (Édouard Drumont, La France juive, 1886), à l'antiparlementarisme voire, pour les royalistes, à la critique de la « Gueuse » (la République). La droite nationaliste prétend alors dépasser les clivages idéologiques nés de la Révolution, tandis qu'elle dénonce les « quatre États confédérés : Juif, Protestant, Maçon, Métèque » (Charles Maurras).
Le terme de « cosmopolitisme », jusqu'ici valorisé et lié aux Lumières et à la notion de « citoyen du monde », change de sens dans les années 1880. Il devient synonyme de menace pour la cohésion de la nation, étant rattaché en particulier aux juifs : « le Juif cosmopolite est, par nature, ennemi des patries ». Le thème antisémite et xénophobe du « cosmopolite sans racine » rejoint ainsi le traditionnel mythe politique (Raoul Girardet) du « Juif errant ».
Le politologue Pierre-André Taguieff écrit ainsi :

« C’est donc seulement à la toute fin du 19e siècle qu’une nouvelle doctrine politique s’installe dans le paysage idéologique, certes sous le nom de "nationalisme", mais dissimulant derrière cette désignation vague une étrange tentative de synthèse entre une vision traditionaliste de l’ordre social, une version scientiste de la "théorie des races" et une conception conspirationniste de l’ennemi (Juifs, francs-maçons, etc.), dont dérive l’appel xénophobe à défendre par tous les moyens la nation française menacée, la « vieille France » (Drumont), la « France des Français » (Soury). »

Ainsi, la formation de la Ligue des patriotes de Paul Déroulède et de la Ligue de la patrie française, antisémites et xénophobes, incarnent bien le passage du « nationalisme ouvert » au « nationalisme fermé » (selon une typologie de Michel Winock) qui s'opère en France à la fin du XIXe siècle. Maurice Barrès invoque alors La Terre et les morts. Parallèlement, les thèses racialistes qui tentent d'accréditer par la science le racisme se diffusent, en particulier, mais pas seulement, dans les mouvements nationalistes d'extrême droite. Ainsi, Barrès suit les cours de Jules Soury, tandis que les thèses d'Arthur de Gobineau ou de Georges Vacher de Lapouge, qui défend un « socialisme sélectionniste et aryaniste », sont popularisées.
En outre, une partie du mouvement anarcho-syndicaliste soutient alors les thèses nationalistes, et certains de ses représentants basculeront à l'extrême-droite. Ce mouvement est à l'origine du débat sur l'existence d'un « fascisme français » voire, pour l'historien Zeev Sternhell, de sa création, en tant que mouvance intellectuelle (et non en tant que mouvement de masse) en France. Il rassemble des individus tels que l'anarchiste antirépublicain, antimaçonnique, antisémite et antimarxiste Émile Janvion, autour de la revue Terre libre, qui rejoint l'Action française en 1910 ; le projet de revue La Cité française (1910), avec Georges Sorel (leader historique du syndicalisme révolutionnaire), Georges Valois (anarchiste passé à l'Action française), Pierre Gilbert, Édouard Berth (héritier idéologique de Georges Sorel) ; le Cercle Proudhon (1911), créé dans l'orbite de l'Action française par Georges Valois, Édouard Berth, Henri Lagrange ; ou encore le journaliste anarchiste Georges Paul, passé au monarchisme.

## Hétérogénéité des mouvements nationalistes

Logo du Rassemblement national, principal parti nationaliste français.

Les mouvements nationalistes sont hétérogènes et se divisent selon leurs références religieuses ou philosophiques, ou historiques. Si à l'origine le nationalisme en France était propre à la gauche républicaine, il est passé à l'extrême-droite lors de l'affaire Dreyfus. Plusieurs partis à droite ou à l'extrême droite de l'échiquier politique sont considérés comme nationalistes :
- le Front national puis Rassemblement national[7],[8] de Marine Le Pen ;
- l'Œuvre française, créé en 1968 ;
- l'Action française, dont faisait partie Charles Maurras, théoricien reconnu du nationalisme français ;
- le Renouveau français, créé en 2005 ;
- la Restauration nationale, scission de l'Action française ;
- le Mouvement national républicain, fondé par Bruno Mégret.

Un parti politique se réclame souverainiste et patriotique mais pas nationaliste :
- le Mouvement pour la France de Philippe de Villiers ;

Ces mouvements peuvent être divisés sur la question de la naissance la nation française :
- Les nationaux-catholiques pensent qu'elle est née en 496 avec le baptême de Clovis par saint Remi. C'est la mouvance du « nationalisme contre-révolutionnaire » dont les principaux représentants sont Bernard Antony et le Renouveau français
- Les monarchistes d'Action française pensent qu'elle naît en 987 avec l'avènement d'Hugues Capet et le développement de la monarchie capétienne qui renforce l'autorité de l'État tout en décentralisant aux provinces et aux corps intermédiaires. Cette monarchie culminera sous les Bourbons avec Louis XIV et son absolutisme.
- Les nationalistes révolutionnaires pensent qu'elle est née à la révolution, et prétendent avoir une vision nationaliste du monde et une vision socialiste de la société.
- Les bonapartistes pensent qu'elle est née lors des conquêtes napoléoniennes, puis de l'invasion de l'Algérie, ou de la guerre du Mexique ou de Crimée, naît sous sa forme républicaine après la défaite de 1870, surtout dans les milieux radicaux de droite à la fin du siècle.
- Certains nationalistes remontent aux Gaulois, notamment à Vercingétorix, roi arverne, qui fut le premier à unifier la plupart des Gaulois sous sa coupe en 52 av. J.-C.

### L’Action française, le «nationalisme intégral» et le monarchisme
L’Action française (AF), mouvement royaliste, se présente comme un dépassement du « nationalisme républicain » (de Barrès) vers le « nationalisme intégral » (de Maurras) ou monarchisme rejetant tout l'héritage révolutionnaire. L'Action française ne retient de la révolution que le concept même de nation comme corps politique fondamental. Pour l'AF ce qui change aussi c'est que l'on est « monarchiste de raison », c'est-à-dire que c'est le nationalisme qui mène au monarchisme.
Tous les intérêts individuels et corporatifs doivent être entièrement subordonnés à la nation, mais non pas niés (ce qui le distingue du futur fascisme), y compris :
- la monarchie (ce qui le distingue de l'ancien légitimisme qui ne reconnait pas le concept de nation),
- l'Église (ce qui explique sa condamnation sur le plan doctrinal indépendamment des raisons politiques).

Le nationalisme intégral de l'Action française sera donc paradoxalement un néo-orléanisme anti-libéral et autoritaire, positiviste, corporatiste et nationaliste avec en son sein des tendances conservatrices ou progressistes.
Beaucoup de royalistes légitimistes reprocheront à Maurras d'avoir choisi un Orléans comme prétendant, voyant dans sa famille un opportuniste acquis à de nombreux idéaux révolutionnaires.

### Le souverainisme
Certains[Qui ?] intègrent au nationalisme le souverainisme, qui rassemble plusieurs groupes de droite comme de gauche, de Jean-Pierre Chevènement à Philippe de Villiers.

### Les nationalismes régionaux
Certaines provinces citées chevauchent une frontière française. En effet, plusieurs sont périphériques.

### Alsace
- nationalisme alsacien

### Normandie
- nationalisme normand

### Occitanie
- nationalisme provençal

## Identité religieuse
La question de l'identité religieuse crée des clivages au sein de ces mouvements. On peut notamment distinguer deux principaux courants
- le courant catholique de ceux faisant référence au national-catholicisme, au monarchisme, à la contre-révolution et au nationalisme traditionnel (qui conçoit la France comme un État-nation). Le catholicisme a alors une place privilégiée dans l'identité de la nation française. La séparation de l'Église et de l'État français est critiquée.
- et le courant de coloration athées, et parfois même les néo-païens, prônant un nationalisme révolutionnaire et un nationalisme européen diffusée notamment par le courant Nouvelle Droite. Pour cette tendance le christianisme ne fait pas partie de l'identité propre du continent européen, s'opposent aux traditions païennes.

## Personnalités

### Nationalisme institutionnel[réf.nécessaire]
- Jean-Marie Le Pen (1928-2025)
- Marine Le Pen (1968-)
- Jordan Bardella (1995-)
- Marion Maréchal (1989-)
- Éric Zemmour (1958-)

### Nationalisme républicain
- Maurice Barrès (1862-1923)
- Édouard Drumont (1844-1917)
- François de La Rocque (1885-1946)
- Pierre Poujade (1920-2003)

### Nationalisme-révolutionnaire
- Christian Bouchet (1955-)
- Liliane Ernout (1926-1977)
- François Duprat (1940-1978)
- Frédéric Chatillon (1968-)
- Victor Lenta (1988-)
- Jean-Gilles Malliarakis (1944-)
- Alain Soral (1958-)

### Nationalisme résistancialiste[réf.nécessaire]
- Charles de Gaulle (1890-1970)
- Philippe Leclerc de Hauteclocque (1902-1947)
- Raoul Salan (1899-1984)

### Nationalisme impérial
- Napoléon Ier (1769-1821)
- Napoléon III (1808-1873)
- Antoine Leandri (1860-1934)

### Nationalisme civique
- Ernest Renan (1823-1892)

### National-catholicisme
- Jacques Ploncard d'Assac (1910-2005)
- Alain Escada (1970-)
- Yvan Benedetti (1965-)
- Joseph Darnand (1897-1945)
- Jérôme Bourbon (1972-)
- Alexandre Gabriac (1990-)
- Elie Hatem (196?-)

### Mouvance identitaire
- Thaïs d'Escufon (1999-)
- Julien Rochedy (1988-)
- Damien Rieu (1989-)

### Royalisme
- Jacques Cathelineau (1759-1793)
- Jean-Nicolas Stofflet (1753-1796)
- Henri de La Rochejaquelein (1772-1794)
- Louis de Salgues de Lescure (1766-1793)
- Charles Maurras (1868-1952)
- Maurice Pujo (1872-1955)
- Georges de Villebois-Mareuil (1847-1900)
- Jacques Bainville (1879-1936)
- François Bel-Ker (1981-)
- Pierre Chardon (188?-193?)
- Jean Jacoby (188?-194?)

### Ultra-réactionnaires[réf.nécessaire]
- Philippe Pétain (1856-1951)
- Philippe Henriot (1889-1944)

### Fascisme
- Jacques Doriot (1889-1945)
- Marcel Déat (1894-1955)
- Marcel Bucard (1895-1946)
- Marc Augier (1908-1990)
- Maurice Bardèche (1907-1998)
- François Brigneau (1919-2012)

### Cagoulards
- Eugène Deloncle (1890-1944)
- Jean Filiol (1909-1975)

### Identitarisme européen
- Dominique Venner (1935-2013)
- Jean Mabire (1927-2006)
- Philippe Baillet (1951-)
- Daniel Conversano (1986-)

### Sans tendances
- François Darlan (1881-1942)
- Hervé Ryssen (1967-)
- Abel Manouvriez (1888-1963)

### Nationalisme français et politique
- Charles Maurras, Action française, extrême droite, droite, Résistance, parti politique, mouvements politiques, doxa, Nationalisme révolutionnaire.